# Polegli brin
Polegli brin (znanstveno ime Juniperus horizontalis) je vrsta iz rodu Juniperus (brin), družina Cupressaceae (cipresovke), ki je samonikla v Severni Ameriki.

## Opis
Polegli brin je plazeč grm, ki v višino doseže le med 10 in 30 cm, njegove veje pa so tanke in segajo več metrov široko. Odrasli listi so luskasti, dolgi med 1 in 2 mm (na glavnih poganjkih do 8 mm) ter široki med 1 in 1,5 mm in so na veje nasprotno nameščeni v parih. Mladi listki na mladih grmih so igličasti, dolgi med 5 in 10 mm. Storžki so modre barve z voskasto prevleko, podobni jagodam in v premeru merijo med 5 in 7 mm. V posameznem storžku sta običajno dve semeni, redkeje pa eno ali tri. Semena dozorijo v 18 mesecih. Moški storžki so dolgi med 2 in 4 mm, iz njih pa se zgodaj spomladi sipa pelod. Polegli brin je dvodomna rastlina, kar pomeni, da na posameznem grmu rastejo, bodisi samo moški, bodisi samo ženski storžki.